# Улица Энгельса (Минск)
Улица Э́нгельса (бел. Вуліца Энгельса) — улица в центральной части Минска.
Улица начинается в исторической части города. В XVII веке получила название Доминиканской в честь заложенного на ней монастыря ордена доминиканцев. Также улица ранее называлась Петропавловской (до 1919 года), улицей Володарского (до 1922 года).
Улица пересекается с Интернациональной улицей, проспектом Независимости, улицами Карла Маркса, Кирова и Ульяновской. Вместе с проспектом Независимости улица образует Октябрьскую площадь.
Нумерация домов — от площади Свободы. На улице расположены Минский городской исполнительный комитет, Национальный академический театр имени Янки Купалы, кинотеатр «Пионер», театр кукол, гостиница «Октябрьская», театр юного зрителя.

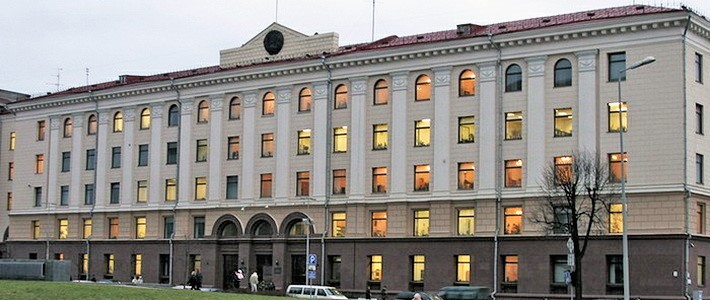
Ул. Энгельса, 4. Миноблисполком
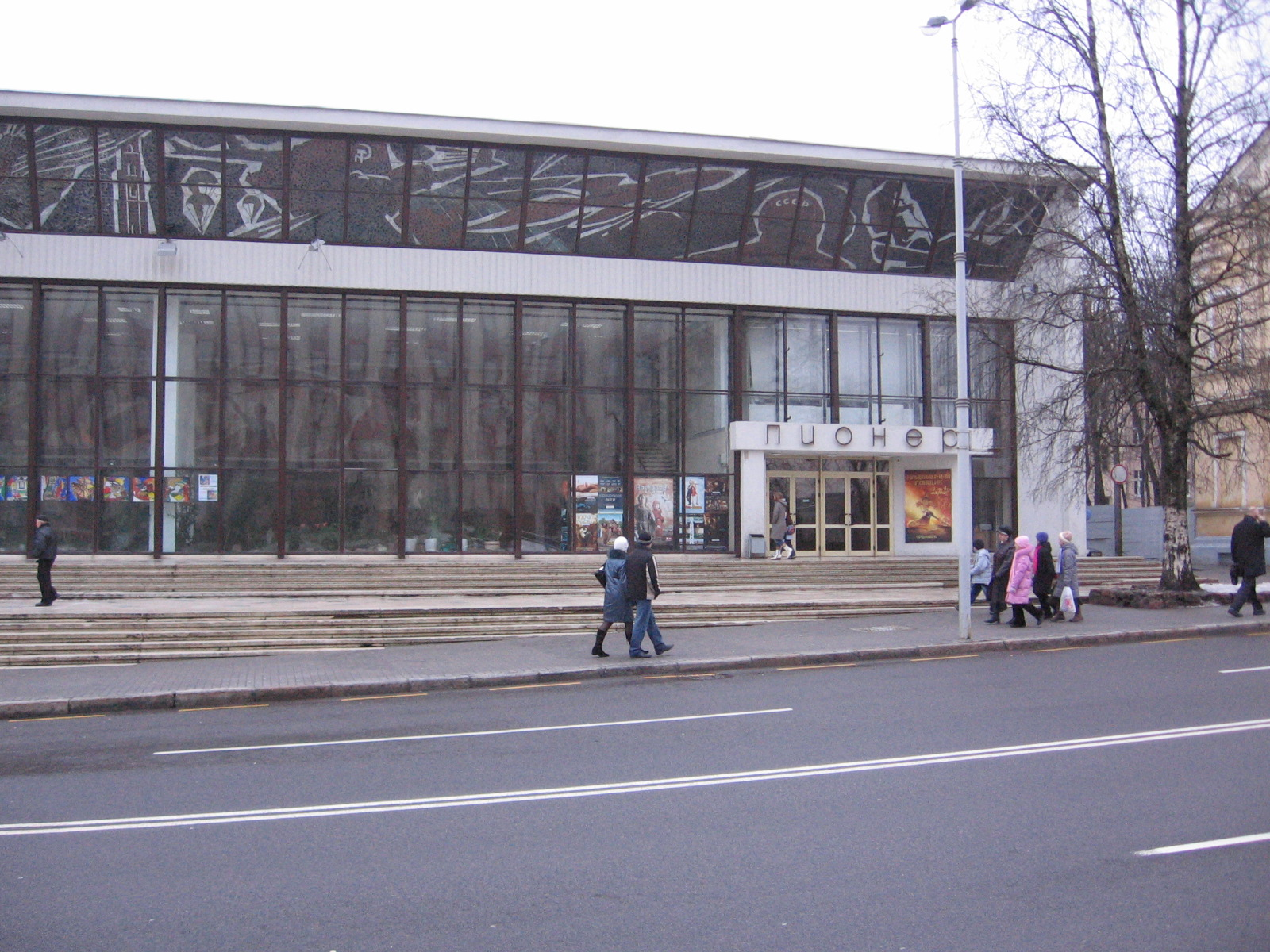
Кинотеатр «Пионер»
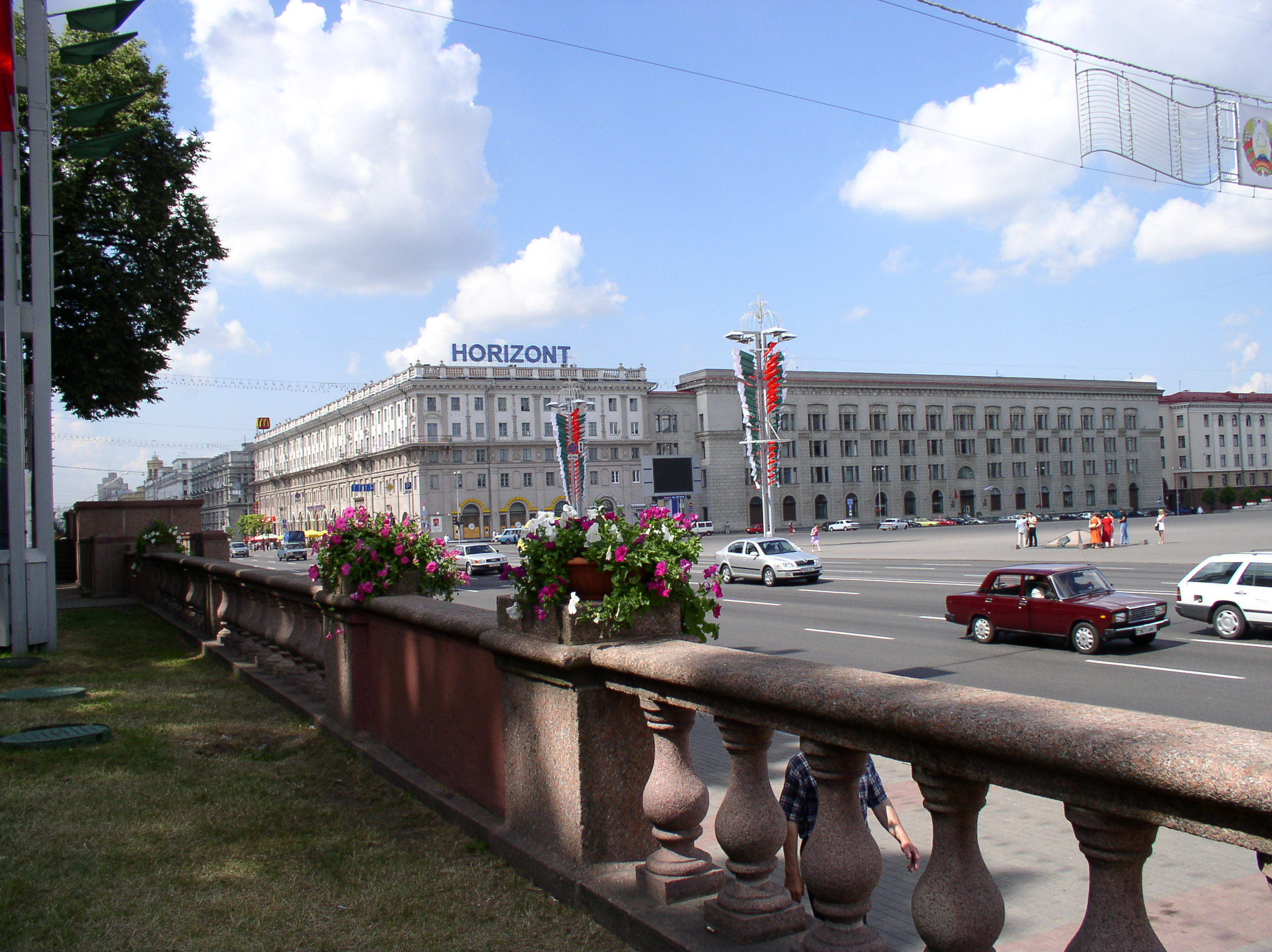
Проспект Независимости и Октябрьская площадь. Вдали — улица Энгельса

## События
9 апреля 1970 года на улице Энгельса произошёл стихийный несанкционированный митинг, после того как попытались уничтожить граффити в память о хиппи Вячеславе Максакове, убитом здесь двумя днями ранее. В противостоянии с правоохранительными органами, пытавшимися разогнать собравшихся, участвовали от 100 до 500 человек.

## Адреса
1. ↑  ул. Энгельса, 4
2. ↑  ул. Энгельса, 7
3. ↑  ул. Энгельса, 13
4. ↑  ул. Энгельса, 26